# Bendel United FC
Bendel United Football Club w skrócie Bendel United FC – nigeryski klub piłkarski grający niegdyś w nigeryjskiej pierwszej lidze, mający siedzibę w mieście Benin.

## Sukcesy
- Puchar Nigerii[1]:
  - finał (1): 1988

- Puchar Zdobywców Pucharów[2]:
  - finał (1): 1989

## Występy w afrykańskich pucharach
| Sezon | Rozgrywki                 | Runda       | Kraj         | Klub                 | Dom | Wyjazd | Dwumecz |
| ----- | ------------------------- | ----------- | ------------ | -------------------- | --- | ------ | ------- |
| 1989  | Puchar Zdobywców Pucharów | 1           | Sierra Leone | Diamond Stars FC     | 2–0 | 0–0    | 2–0     |
| 1989  | Puchar Zdobywców Pucharów | 2           | Burkina Faso | ASF Bobo-Dioulasso   | 2–0 | 3–1    | 5–1     |
| 1989  | Puchar Zdobywców Pucharów | ćwierćfinał | Zair         | AS Kalamu            | 2–0 | 1–0    | 3–0     |
| 1989  | Puchar Zdobywców Pucharów | półfinał    | Madagaskar   | FC BFV               | 4–1 | 0–0    | 4–1     |
| 1989  | Puchar Zdobywców Pucharów | finał       | Sudan        | Al-Merreikh Omdurman | 0–0 | 0–1    | 0–1     |

## Historyczne nazwy
- 1973 – Flash Flamingoes FC
- 1988 – Bendel United FC
- 2006 – Esan FC
- 2013 – Bendel United FC

## Stadion
Domowe mecze klub rozgrywa na stadionie o nazwie Samuel Ogbemudia Stadium w Benin, który może pomieścić 30 000 widzów.

## Reprezentanci kraju grający w klubie
Stan na styczeń 2023.
| - Muisi Ajao - Waidi Akanni - Joseph Akpala - Mark Anunobi - Etim John Esin - David Ngodigha - Mike Obiku | - Osaro Obobaifo - Michael Odu - Uche Okechukwu - Ndubuisi Okosieme - Bright Omokaro - Samson Siasia |